# 阿尚 (摩泽尔省)
阿尚（法語：Achain，法語發音：[aʃɛ̃]）是法国摩泽尔省的一个市镇，属于萨尔堡-萨兰堡区。

## 地理
阿尚（48°54'49"N, 6°35'32"E）面积4.79 平方千米，位于法国大東部大區摩泽尔省，该省份为法国东北部内陆省份，是洛林的一部分，西南接默尔特-摩泽尔省，东临下莱茵省，北与卢森堡和德国接壤。
与阿尚接壤的市镇（或旧市镇、城区）包括：巴龙维尔、贝朗日、代斯特里、阿布当日、马尔蒂耶、莫朗日、佩旺日。

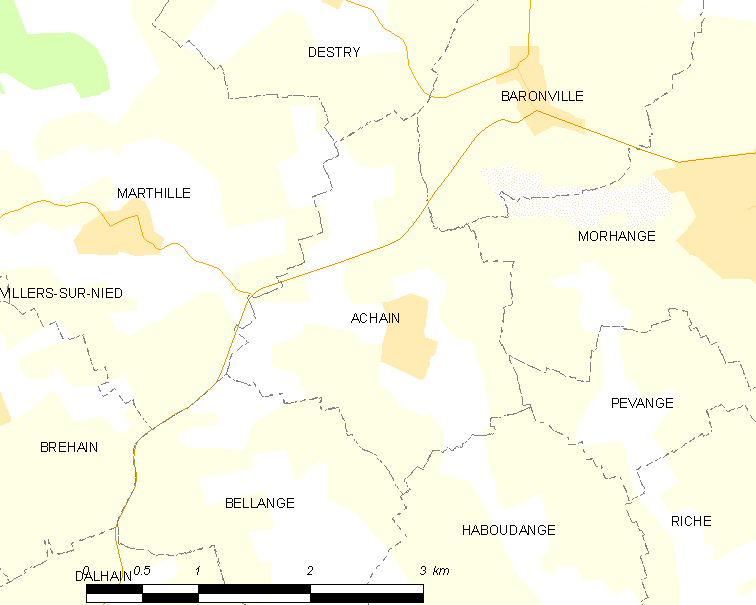
的OSM定位图

阿尚的时区为UTC+01:00、UTC+02:00（夏令时）。

## 行政
阿尚的邮政编码为57340，INSEE市镇编码为57004。

## 政治
阿尚所属的省级选区为索努瓦县。

## 人口

1962-2008年间人口变化图示

阿尚于2022年1月1日时的人口数量为79人。